# Basileocephalus thaumatonotus
Basileocephalus thaumatonotus är en insektsart som beskrevs av George Willis Kirkaldy 1906. Basileocephalus thaumatonotus ingår i släktet Basileocephalus och familjen Derbidae. Inga underarter finns listade i Catalogue of Life.